# Bédeille (Pyrénées-Atlantiques)
Bédeille ist eine französische Gemeinde mit 207 Einwohnern (Stand 1. Januar 2022) im Département Pyrénées-Atlantiques in der Region Nouvelle-Aquitaine (vor 2016: Aquitanien). Die Gemeinde gehört zum Arrondissement Pau und zum Kanton Pays de Morlaàs et du Montanérès (bis 2015: Kanton Montaner).
Der Name in der gascognischen Sprache lautet Avedelha.

## Geographie
Bédeille liegt ca. 30 km östlich von Pau am östlichen Rand des Départements in der historischen Provinz Béarn und grenzt im Norden, Osten und Süden an eine Enklave des Départements Hautes-Pyrénées auf einer Hochfläche zwischen den Tälern des Lées und des Louets.
Umgeben wird der Ort von den Nachbargemeinden:
|               | Villenave-près-Béarn (Hautes-Pyrénées)      |                             |
| Sedze-Maubecq | Kompassrose, die auf Nachbargemeinden zeigt | Escaunets (Hautes-Pyrénées) |
| Lombia        | Séron (Hautes-Pyrénées)                     |                             |

Bédeille liegt im Einzugsgebiet des Flusses Adour und wird von zwei seiner Nebenflüsse durchströmt, vom Lées, der zu einem kleinen Teil die westliche Gemeindegrenze markiert, und vom Louet, der größtenteils die östliche Gemeindegrenze markiert.

## Geschichte
Im Hochmittelalter hat sich die Gemeinde autonom verwaltet. Im Gegenzug wurde die Kirche unter die Hoheit des Benediktinerklosters von Saint-Pé-de-Bigorre gestellt, das daraufhin den Zehnt erhob. Der Ort wird erstmals im Jahre 1101 als Avedele erwähnt, als laut Pierre de Marcas Buch Histoire de Béarn die Kirche in den Besitz des Domherrn von Lescar überging. 1412 geriet Bédeille dann schließlich unter die Lehnsherrschaft des Vicomtes von Béarn. Im 16. Jahrhundert übernahm Gabriel de Gerderest, Ritter des Ordre de Saint-Michel, diese Rolle, die er in der Folgezeit dem Lehnsherrn von Idron verkaufte, der die katholische Seite während der Reformation von Béarn vertrat. Er verstarb 1569 in Navarrenx während der Hugenottenkriege, ohne einen Nachfolger zu hinterlassen. Der zukünftige König Heinrich IV. übergab das beschlagnahmte Gebiet an Heinrich d’Albret (geboren gegen 1540, gestorben 1598), einer Nebenlinie der Albrets. der bereits zahlreiche Titel trug und sich nun als Erster „Souverän von Bédeille“ nannte. Bédeille behielt fortan seine Lehnsunabhängigkeit bis zur Französischen Revolution.
Weitere Toponyme von Bédeille sind Bedelhe (Volkszählung, 1402), Vedelha und Avedelha (Volkszählung in der Bigorre), Abedeille (Reformation von Béarn, 1682). Auf der Karte von Cassini 1750 ist die Gemeinde als Bedeille mit dem Zusatz „Souveränität“ eingetragen, als Bedeille während der Französischen Revolution 1793 geführt, während des Französischen Konsulats acht Jahre später als Bedeille und Bédeille.

### Einwohnerentwicklung
Nach dem Höhepunkt von über 354 Einwohnern in der Mitte des 19. Jahrhunderts ist die Zahl bis zu den 1970er Jahren um mehr als die Hälfte zurückgegangen. Dieser Trend hat sich in der Folge umgekehrt, und seit den 1980er Jahren bleibt die Zahl stabil bei ungefähr 200 Einwohnern.
| Jahr      | 1962 | 1968 | 1975 | 1982 | 1990 | 1999 | 2006 | 2009 | 2022 |
| --------- | ---- | ---- | ---- | ---- | ---- | ---- | ---- | ---- | ---- |
| Einwohner | 177  | 157  | 153  | 198  | 204  | 200  | 199  | 192  | 207  |

## Sehenswürdigkeiten
- Kirche, gewidmet dem Apostel Bartholomäus. Die alte Kirche wurde als heruntergekommen angesehen und 1903 abgerissen. Der heutige einschiffige Bau wurde ein Jahr später im neogotischen Stil errichtet. Die alte Glocke wurde eine Zeit lang weiterverwendet, bis auch sie 1920 durch eine neu gegossene ersetzt wurde. Die Bleiglasfenster sind durch das Atelier Berthier-Bessac in Grenoble entstanden. Im Innern werden Gegenstände bewahrt, die als nationale Kulturgüter registriert sind, z. B. eine Madonnenstatue aus dem 19. Jahrhundert oder ein vergoldeter Tabernakel aus dem 18. Jahrhundert.[3][8]

## Wirtschaft und Infrastruktur

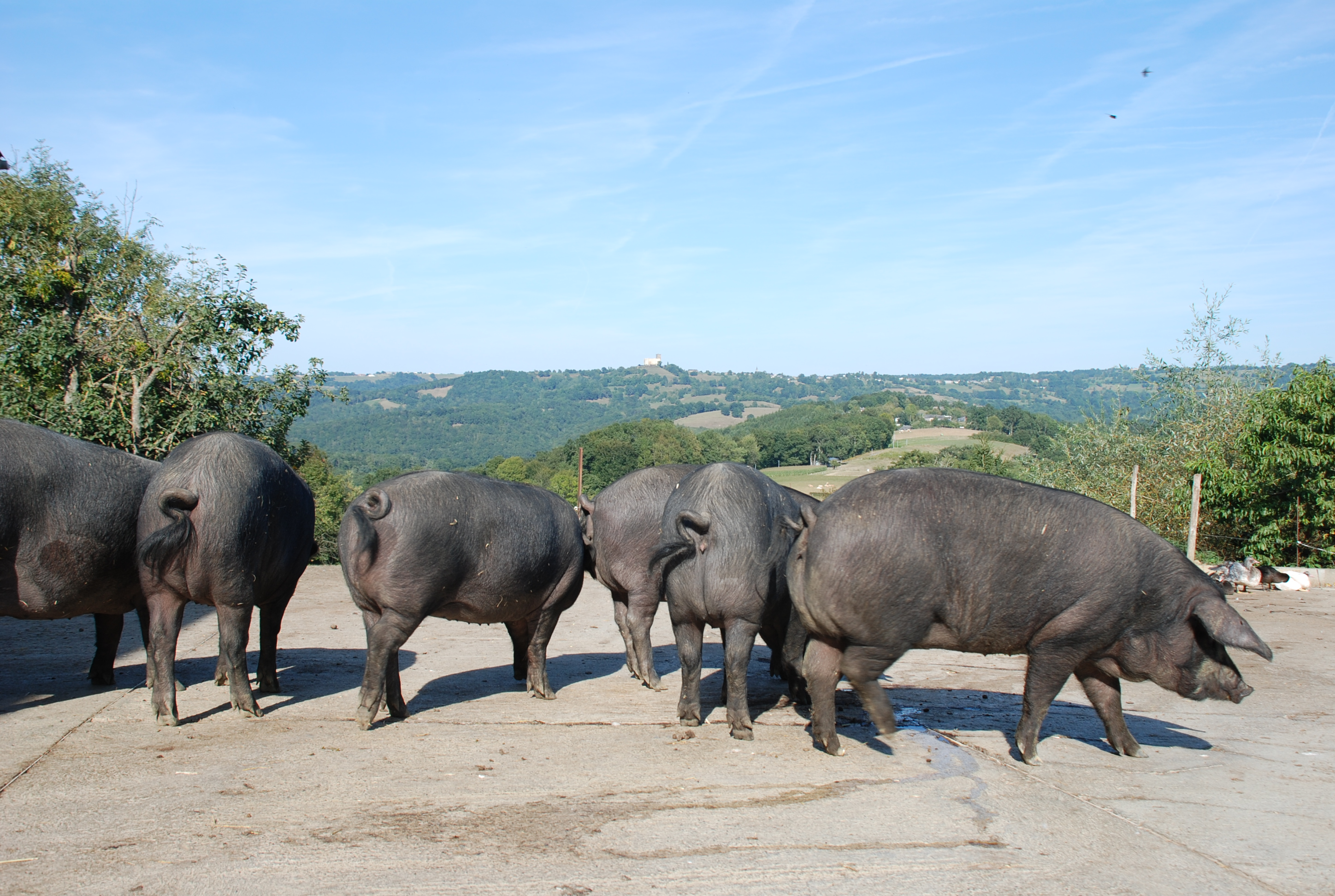
Noirs de Bigorre

Der Schwerpunkt der Wirtschaft bildet die Landwirtschaft. Bédeille liegt in den Zonen AOC der Schweinerasse Porc noir de Bigorre und des Schinkens Jambon noir de Bigorre.

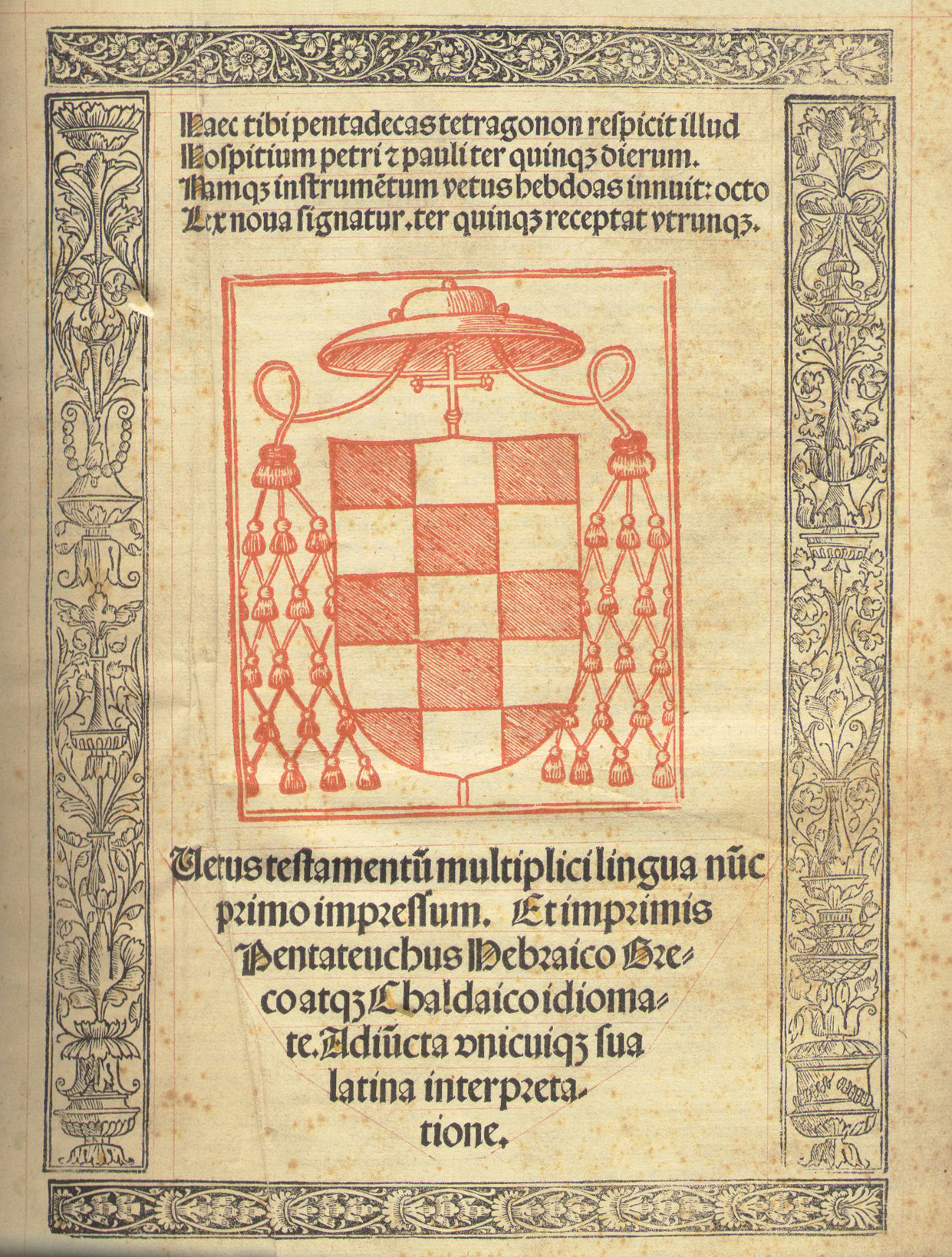
Erste Seite der Complutenser Polyglotte

### Verkehr
Bédeille ist angeschlossen an die Routes départementales 47, 86, 286 und 407.

## Persönlichkeiten
Arnao Guillén de Brocar (geboren in Bédeille gegen 1460, gestorben 1523 in Alcalá de Henares, Spanien), war als Buchdrucker und Typograf berühmt für seine Werke am Anfang des 16. Jahrhunderts, insbesondere für den Druck der Complutenser Polyglotte.